# Tadeusz Ośko

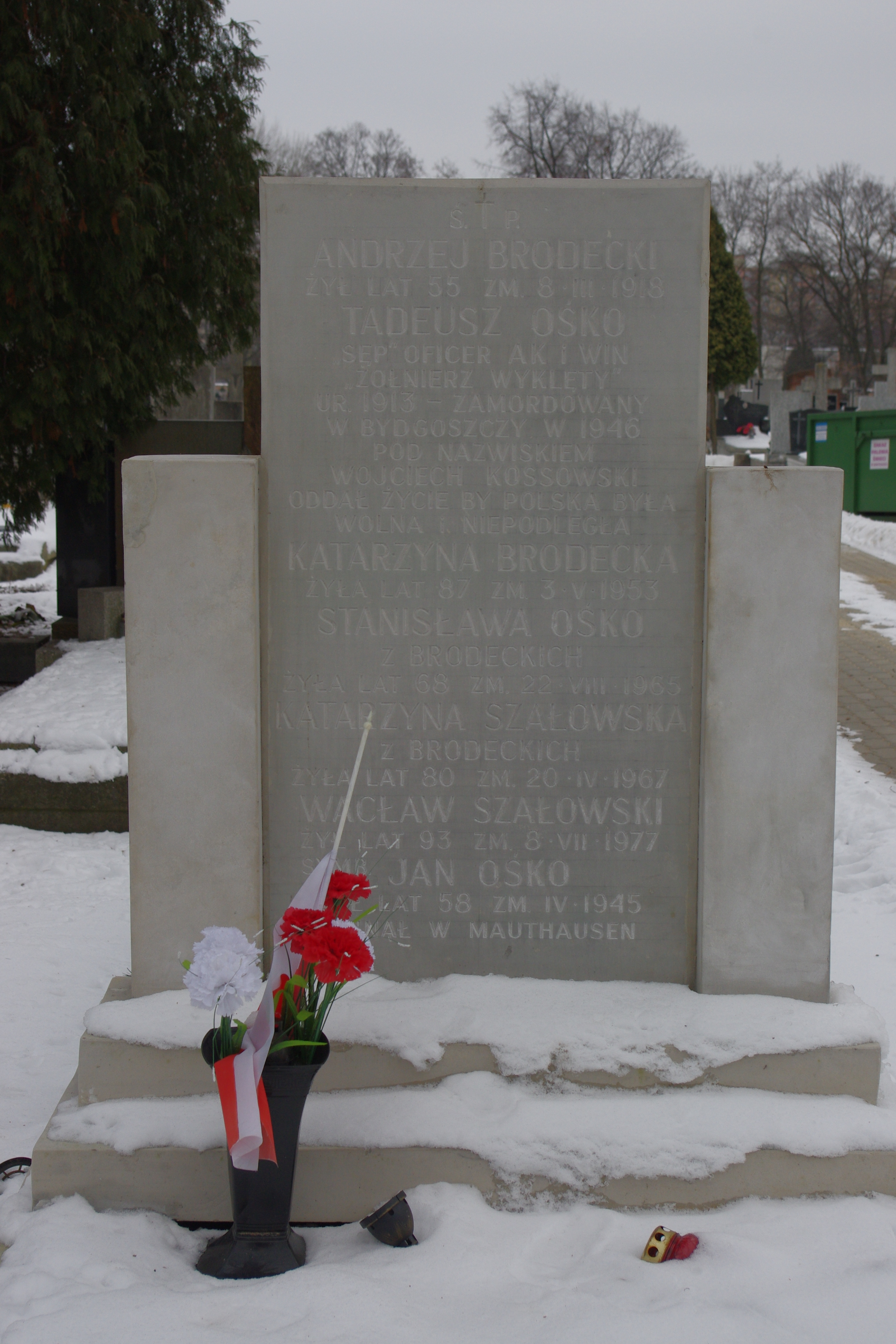
Grób Tadeusza Ośko ps. „Sęp” na cmentarzu Bródnowskim w Warszawie

Tadeusz Antoni Ośko vel Wojciech Kossowski, ps. „Sęp” (ur. 11 maja 1913, zm. 27 listopada 1946 w Bydgoszczy) – polski żołnierz podziemia niepodległościowego w czasie II wojny światowej, a następnie żołnierz podziemia antykomunistycznego.

## Pochodzenie
Syn kolejarza Jana Ośki (ur. 1887, zm. 1945) i Stanisławy z domu Brodeckiej (ur. 1897, zm. 1965). Jego rodzice przybyli do Łowicza z powiatu włocławskiego. Jan Ośko pracował jako zawiadowca na stacji PKP Łowicz Główny. Z zachowanych dokumentów meldunkowych z jesieni 1939 r. wynika, iż Tadeusz Ośko przybył do Łowicza ze słowackiej Jaworzyny, posiadając wówczas stopień kaprala.

## II wojna światowa
Zarówno Jan Ośko, jak i jego syn Tadeusz byli działaczami konspiracji antyniemieckiej. Tadeusz Ośko należał do członków założycieli Polskiej Organizacji Zbrojnej w Łowiczu. Jego działalność konspiracyjna w Łowiczu w tym czasie pozostaje bliżej nieznana. Wiadomo jednak, że ominęły go aresztowania w marcu 1941 r. i na przełomie 12/13 grudnia 1943, po zdradzie Mariana Puchalskiego i Kazimierza Kobiereckiego, kiedy Gestapo aresztowało ok. 100 osób.
Od lipca 1943 r. przebywał na Zamojszczyźnie jako oficer AK w stopniu podporucznika artylerii, posługując się pseudonimem „Sęp”. Przybył tam z kompanią warszawską kpt. „Żegoty”. Dowodził plutonem konnego zwiadu, uczestnicząc w wielu udanych akcjach przeciwko hitlerowcom, w tym w zasadzce pod Hedwiżynem.
W następnym okresie dowodził sformowanym przez siebie oddziałem, który dokonał między innymi spektakularnego odbicia osadzonych w więzieniu w Biłgoraju, skąd uwolniono 70 osób. Ośko dowodził także akcjami partyzanckimi w Księżpolu oraz akcjami likwidacji konfidentów. W uznaniu zasług odznaczony Krzyżem Walecznych postanowieniem Rządu RP w Londynie.
W związku z sukcesami ofensywy Armii Czerwonej, w listopadzie 1944 r. Ośko wstąpił do wspierającego ją Ludowego Wojska Polskiego pod fałszywym nazwiskiem Wojciecha Kossowskiego, podając się za rotmistrza WP, absolwenta Centrum Wyszkolenia Kawalerii w Grudziądzu. Pozytywnie zweryfikowany otrzymał przydział do 2 pułku ułanów w 1 Warszawskiej Brygadzie Kawalerii.

## Druga konspiracja
Ośko szybko zdezerterował z LWP w obawie przed rozpoznaniem i aresztowaniem. W styczniu 1945 r. przyjechał do Bydgoszczy, gdzie podając się za oficera UB i posługując fałszywymi dokumentami, inwigilował tworzące się w mieście struktury MO, przekazując informacje Pomorskiej Komendzie Okręgu AK.
Już w lutym 1945 r. zakonspirowany żołnierz AK – Stanisław Henne, pełniący funkcję komendanta I Komisariatu MO w Bydgoszczy, poinformował „Sępa” o konwoju więźniów do Jastrowia. Trzech milicjantów miało konwojować 7 żołnierzy AK, w tym Ludwika Augustyniaka i Floriana Dutkiewicza, pełniących ważne funkcje w strukturach konspiracyjnych. Milicjanci zostali zwabieni do mieszkania Dutkiewicza, a tam zrewidowani przez Ośkę, Hennego i Leopolda Mroczka ps. „Lop”. Przy milicjantach znaleziono tajny rozkaz NKWD, nakazujący zlikwidowanie wszystkich konwojowanych w pobliżu linii frontu. W związku z takim obrotem sytuacji milicjanci zostali rozstrzelani w piwnicy domu.
Po zlikwidowaniu milicjantów, w obawie przed aresztowaniem, opuścił miasto i pod koniec sierpnia 1945 r. zorganizował w lasach bydgoskich oddział partyzancki mający stanowić zaczątek Pomorskiego Okręgu Zrzeszenia „Wolność i Niezawisłość”. Bazę wypadową dla żołnierzy stanowiła leśniczówka w Boluminie. Tam też w kwietniu 1946 r. został ujęty wraz ze swoimi podkomendnymi przez siły UB.
Proces oddziału „Sępa” i kierownictwa pomorskiego WiN-u rozpoczął się we wrześniu 1946 r. przed Wojskowym Sądem Rejowym w Bydgoszczy. Przewodniczącym składu sędziowskiego był Władysław Stasica. Ośko przed sądem stanął pod fałszywym nazwiskiem Wojciecha Kossowskiego. 30 września 1946 zapadł wyrok, w którym Wojciech Kossowski został uznany za winnego przynależności do „tajnej organizacji WiN”, posiadania pistoletu Walter bez pozwolenia oraz wydania rozkazu zabicia milicjantów w Bydgoszczy. Sąd skazał Wojciecha Kossowskiego na śmierć. Skazani na karę śmierci zostali również odbici przez niego Ludwik Augustyniak i Florian Dutkiewicz. W więzieniu, wciąż nie ujawniając swojego prawdziwego nazwiska, złożył odwołanie od wyroku do Sądu Najwyższego. Licząc na ułaskawienie, zawarł w więzieniu związek małżeński z Małgorzatą Muzalewską. Tadeusz Ośko jako Wojciech Kossowski został stracony przez rozstrzelanie na terenie bydgoskiego więzienia 27 listopada 1946. Jego symboliczny grób znajduje się na cmentarzu Bródnowskim w Warszawie. Został pochowany na Cmentarzu Komunalnym przy ul. Kcyńskiej w Bydgoszczy, jego szczątki zostały odnalezione w wyniku prac ekshumacyjnych w 2018 r., a o ich identyfikacji poinformowano publicznie 4 października 2018. W 2021 r. pośmiertnie odznaczony Krzyżem Oficerskim Orderu Odrodzenia Polski.

## Odniesienia w kulturze
Jak podaje Marek Wojtylak w artykule pod tytułem Jak filmowy pułkownik Kwiatkowski, na str. portalu Nowy Łowiczanin powołując się na publicystę Waldemara Serokę – postać Tadeusza Ośki ps. „Sęp” mogła być pierwowzorem tytułowego pułkownika Kwiatkowskiego z filmu Kazimierza Kutza.

## Życie prywatne
Rodzice Tadeusza Ośki – Jan i Stanisława za działalność konspiracyjną zostali aresztowani przez Gestapo – 11 stycznia 1941. Jan Ośko był początkowo więziony w KL Groß-Rosen, zginął w kwietniu 1945 r., podczas transportu więźniów do KL Mauthausen-Gusen. Stanisława Ośko była więźniarką KL Ravensbrück, skąd powróciła we wrześniu 1945 r. Zmarła w 1965 r.